# Jack FM (Berlin)
Jack FM ist ein privater Radiosender aus Berlin. Veranstalter ist die Silvacast GmbH mit Thomas Ulrich als alleiniger Gesellschafter und Geschäftsführer des Senders. Es richtet sich mit aktuellen Hits („Hot AC“) vorwiegend an junge Erwachsene. Er weicht damit vom gleichnamigen „Jack FM“-Programmformat ab und ist auch redaktionell davon unabhängig.

## Programm
Das Programm richtet sich mit einer jugendlichen Musikfarbe an die 14- bis 49-jährigen Radiohörer. Ergänzt wird das Programm durch zielgruppenaffine redaktionelle Inhalte (Mode, Szene-News etc.) und stündliche Nachrichten in der Zeit von 6:00 bis 20:00 Uhr.

## Empfang
Das Programm ging als Webradio mit Streams in verschiedenen Formaten auf Sendung. Über DAB+ in Berlin (Kanal 7B, 72 kb/s) war das Programm in Berlin und dem Umland vom 19. Februar 2013 (nach Angabe von Media Broadcast offiziell seit 1. März) bis zum April 2017 auch terrestrisch zu empfangen.